# 茂港区
茂港区是中国广东省茂名市一个已撤销的市辖区，2001年设立，2014年并入电白区，面积372平方千米，人口46万。邮政编码525027。

## 历史
2001年1月，国务院批准茂名市以水东经济开发试验区为基础，从电白县划出羊角、坡心、七迳、小良、沙院和南海6个镇，设立茂名市第二个市辖区茂港区，区人民政府驻南海镇。2001年7月21日，茂港区正式挂牌成立。
2002年8月，经广东省民政厅批准，同意茂港区撤消南海镇，设立南海、高地两个街道办事处。
2014年2月，国务院正式批复同意撤销茂港区和电白县，设立茂名市电白区。

## 行政区划
下辖2个街道、5个镇：
- 街道办事处：南海街道、高地街道。
- 镇：沙院镇、小良镇、七径镇、坡心镇、羊角镇。